# 利多夫卡河
利多夫卡河（俄語：Река Лидовка）或阿霍别河（俄語：Река Аохобе, Река Ахобе）是滨海边疆区达利涅戈尔斯克城区的河流，源起通过山，长34公里，流域面积366平方公里，注入日本海。

## 引用
1. ↑  А·П·穆拉诺夫. . 列宁格勒: 气象出版社. 1966 （俄语）.
2. ↑  . 列宁格勒: 气象出版社 （俄语）.
3. ↑  Т·А·基谢尔科瓦娅. . 列宁格勒: 气象出版社. 1977 （俄语）.
4. ↑  . 国家水登记处.   [2023-12-31]. （原始内容存档于2023-12-31） （俄语）.